# Bezzia kazlauskasi
Bezzia kazlauskasi är en tvåvingeart som beskrevs av Remm 1966. Bezzia kazlauskasi ingår i släktet Bezzia och familjen svidknott. Inga underarter finns listade i Catalogue of Life.